# Parrhasius acis
Parrhasius acis är en fjärilsart som beskrevs av Dru Drury 1773. Parrhasius acis ingår i släktet Parrhasius och familjen juvelvingar. Inga underarter finns listade i Catalogue of Life.